# بيل آن ماس
بيل آن ماس بلدية بمقاطعة ليمبورخ، هولندا.

## طوبوغرافيا
خريطة طوبوغرافية هولندية لبلدية بيل آن ماس، يونيو 2015، (تقرأ بعد ثلاث نقرات على الخريطة)